# Anonimo Magliabechiano
Als Anonimo Magliabechiano wird gleichzeitig ein bislang nicht identifizierter Verfasser von italienischen Künstlerbiographen sowie das in einem einzigen handschriftlichen Exemplar erhaltene literarische Werk selbst bezeichnet. Das 128-seitige Manuskript befindet sich in der Biblioteca Nazionale Centrale di Firenze unter der Signatur Ms. Magliabechiano XVII, 17, wo es erst 1755 wiederentdeckt wurde. Die durch Detailanalysen bestimmte Datierung – wohl zwischen 1542 und 1548 entstanden oder sukzessiv ergänzt – der Sammlung von Biographien wichtiger Maler, Architekten und Bildhauer aus der Zeit zwischen dem 13. und dem frühen 16. Jahrhundert weist auf die eigentliche historische Bedeutung der Schrift hin, da sie damit kurz vor den 1550 erstmals publizierten Künstlerbiographien des Giorgio Vasari entstanden wäre und Vasari möglicherweise als Quelle gedient hat.
In den vergangenen 250 Jahren sind in der Forschung vor allem von Kunsthistorikern und Italianisten zahlreiche Versuche unternommen worden, den Hilfsnamen Anonimo Magliabechiano aufzuschlüsseln und damit das Rätsel um den Entstehungskontext der aus verschiedenen Forschungsperspektiven wichtigen Schrift zu lösen. Darunter wären die Versuche zu nennen, den Verfasser beispielsweise mit Giovan Battista Adriani, Vincenzo Borghini oder Giovanni Francesco Rustici bzw. Giorgio Vasari selbst zu identifizieren. Wegen des Mangels an stichhaltigen Beweisen – gleiches gilt auch etwa für den jüngsten Versuch, den Anonimo mit dem Florentiner Edelmann Bernardo Vecchietti zu identifizieren – fand bislang kein Vorschlag in der Forschung breite Akzeptanz.

## Ausgaben
- Carl Frey (Hrsg.): Il Codice Magliabechiano cl. XVII. 17 contenente notizie sopra l'arte degli antichi e quella de' Fiorentini da Cimabue a Michelangelo Buonarroti. Herausgegeben und mit einem Abrisse über die florentinische Kunsthistoriographie bis auf G. Vasari versehen von Carl Frey. Grote'sche Verlagsbuchhandlung, Berlin 1892 (Digitalisat).
- Cornelius von Fabriczy (Hrsg.): Il codice dell'Anonimo Gaddiano (Cod. Magliabechiano XVII, 17) nella Biblioteca Nazionale di Firenze. In: Archivio Storico Italiano Serie 5, Bd. 12, Nr. 191, 1893, S. 15–94.
- Annamaria Ficarra: L'anonimo magliabechiano. Fiorentino, Neapel 1968.

## Nachweise
1. 1 2  Vgl. zusammenfassend zuletzt Bouk Wierda: The true identity of the Anonimo Magliabechiano. In: Mitteilungen des Kunsthistorischen Institutes in Florenz, Band 53, 2009, S. 157–168.

| Personendaten    | Personendaten                        |
| ---------------- | ------------------------------------ |
| NAME             | Anonimo Magliabechiano               |
| KURZBESCHREIBUNG | italienischer Autor                  |
| GEBURTSDATUM     | 15. Jahrhundert oder 16. Jahrhundert |
| STERBEDATUM      | 16. Jahrhundert                      |